# Lorenzo Tonti
Pour les articles homonymes, voir Tonti.
Lorenzo de Tonti (né vers 1602 et mort probablement en 1684) est un banquier napolitain que l'on regarde comme l'inventeur de la tontine, une sorte d'assurance-vie avec des éléments de jeu de hasard. 

## Biographie
Tonti naît en 1602 (ou en 1620) et est gouverneur de Gaète (Italie). Banquier napolitain en vue, il épouse Isabelle di Lietto avec qui il a 3 enfants : Henri de Tonti, Alphonse de Tonti, Enrico de Tonti. 
C'est probablement à Gaète, que naît son premier fils, Henri de Tonti (1649-1704) qui en 1686 contribue de façon décisive à la création de la première colonie européenne dans la basse vallée du Mississippi. Peu avant ou peu après la naissance de leur fils Henri, la famille quitte sa patrie pour échapper aux poursuites car elle s'est impliquée dans une insurrection manquée contre les Espagnols, qui occupent Naples, et elle vient s'installer à Paris. C'est là que naît, probablement en 1659, Alphonse de Tonti (mort en 1727), cofondateur de la ville de Détroit. 
Tonti acquit une situation politique influente à la cour de Paris où il jouit de l'appui de Mazarin. Ce dernier cherche comment résoudre les problèmes financiers de la France, fort inquiétants en raison de l'inefficacité du système fiscal et du coût élevé des dépenses militaires. À la fin des années 1640, l'État a déjà essayé d'augmenter la fiscalité, ce qui a provoqué les révoltes de la Fronde. Mazarin cherche donc d'autres moyens d'assainir les finances publiques. 
Tonti suggère à Mazarin l'idée suivante : des investisseurs seraient invités à déposer de l'argent dans un fonds commun qui leur procurerait une rente viagère. À la mort d'un souscripteur, les survivants se partageraient la part et toucheraient davantage. À la mort du dernier souscripteur, le capital reviendrait entièrement à l'État. C'est ainsi que Tonti devint le fondateur de la tontine, une forme primitive de l'assurance-vie comportant des éléments aléatoires. On donne 1653 comme date de l'invention. Toutefois il ne s'agit pas, alors, de quelque chose d'entièrement nouveau, car un système du même genre baptisé montes pietatis (une sorte d'assurance dotale) existe déjà en Italie. 
Pour sa nouvelle idée, Tonti réussit à convaincre Louis XIV, mais pas le Parlement. D'une part, cela ressemble trop à un jeu de hasard, d'autre part, on craint que les souscripteurs ne soient tentés de s'assassiner mutuellement pour toucher une rente plus élevée. 
En 1668, pour des raisons obscures, Tonti se retrouve emprisonné à la Bastille, dont il ne sort qu'au bout de sept ans, mais sans retrouver de sa position influente. On pense qu'il meurt en 1684. De fait, Tonti n’est plus en vie quand la première tontine est lancée en France, en 1689, après son introduction aux Pays-Bas en 1670. 
La tontine est destinée à fournir à la France des fonds pour ses différentes guerre contre les autres puissances européennes (Grande-Bretagne, Pays-Bas et Autriche des Habsbourg). Elle recueille cependant beaucoup moins d'argent que prévu.